# Diffun
Diffun (Bayan ng Diffun) är en kommun i Filippinerna. Kommunen ligger på ön Luzon, och tillhör provinsen Quirino. Folkmängden uppgår till 39 489 invånare.

## Barangayer
Diffun är indelat i 16 barangayer.
| - Andres Bonifacio (Pob.) - Aurora East (Pob.) - Aurora West (Pob.) - Baguio Village - Balagbag - Bannawag - Cajel - Campamento - Diego Silang - Don Mariano Perez, Sr. - Doña Imelda | - Dumanisi - Gabriela Silang - Gulac - Guribang - Ifugao Village - Isidro Paredes - Rizal (Pob.) - Liwayway - Luttuad - Magsaysay - Makate | - Maria Clara - Rafael Palma - Ricarte Norte - Ricarte Sur - San Antonio - San Isidro - San Pascual - Villa Pascua - Aklan Village - Gregorio Pimentel - Don Faustino Pagaduan |